# Juma Bah
Abdulai Juma Bah (Freetown, 11 aprile 2006) è un calciatore sierraleonese, difensore del Nizza in prestito dal Manchester City.

## Carriera

### Club
Bah ha iniziato a giocare a calcio nel 2021 con l'AIK Freetong e l'anno successivo è stato ceduto in prestito biennale al Freetonians SLIFA. Il 26 agosto 2024 è stato acquistato in prestito annuale dal Real Valladolid, che lo ha inizialmente assegnato alla propria squadra B. Ha fatto il suo esordio con la prima squadra il 21 settembre nell'incontro di Primera División pareggiato 0-0 contro la Real Sociedad.
Il 27 gennaio 2025 viene acquistato dal Manchester City che, contestualmente, lo cede in prestito al Lens. Dopo 10 partite disputate in Ligue 1 il suo prestito si esaurisce e i citizens lo girano in prestito al Nizza con decorrenza dal 1° luglio successivo.

### Nazionale
Il 28 maggio 2024 ha ricevuto la prima convocazione con la nazionale maggiore sierraleonese per due incontri di qualificazione per la Coppa d'Africa 2025 contro Gibuti e Burkina Faso.
Il 20 marzo 2025 esordisce con la massima selezione sierraleonese nel successo per 3-1 contro la Guinea-Bissau.

## Statistiche

### Presenze e reti nei club
Statistiche aggiornate al 27 gennaio 2025.
| Stagione               | Squadra                | Campionato             | Campionato | Campionato | Coppe nazionali | Coppe nazionali | Coppe nazionali | Coppe continentali | Coppe continentali | Coppe continentali | Altre coppe | Altre coppe | Altre coppe | Totale | Totale | Totale |
| Stagione               | Squadra                | Comp                   | Pres       | Reti       | Comp            | Pres            | Reti            | Comp               | Pres               | Reti               | Comp        | Pres        | Reti        | Pres   | Reti   |        |
| ---------------------- | ---------------------- | ---------------------- | ---------- | ---------- | --------------- | --------------- | --------------- | ------------------ | ------------------ | ------------------ | ----------- | ----------- | ----------- | ------ | ------ | ------ |
| 2024-gen. 2025         | Real Valladolid B      | SF                     | 1          | 0          | -               | -               | -               | -                  | -                  | -                  | -           | -           | -           | 1      | 0      |        |
| 2024-gen. 2025         | Real Valladolid        | PD                     | 12         | 0          | CR              | 1               | 0               | -                  | -                  | -                  | -           | -           | -           | 13     | 0      |        |
| Totale Real Valladolid | Totale Real Valladolid | Totale Real Valladolid | 13         | 0          |                 | 1               | 0               |                    | -                  | -                  |             | -           | -           | 14     | 0      |        |
| gen.-giu. 2025         | Lens                   | L1                     | 0          | 0          | CF              | 0               | 0               | UECL               | -                  | -                  | -           | -           | -           | 0      | 0      |        |
| Totale carriera        | Totale carriera        | Totale carriera        | 13         | 0          |                 | 1               | 0               |                    | -                  | -                  |             | -           | -           | 14     | 0      |        |

### Cronologia presenze e reti in nazionale
| Cronologia completa delle presenze e delle reti in nazionale ― Sierra Leone | Cronologia completa delle presenze e delle reti in nazionale ― Sierra Leone | Cronologia completa delle presenze e delle reti in nazionale ― Sierra Leone | Cronologia completa delle presenze e delle reti in nazionale ― Sierra Leone | Cronologia completa delle presenze e delle reti in nazionale ― Sierra Leone | Cronologia completa delle presenze e delle reti in nazionale ― Sierra Leone | Cronologia completa delle presenze e delle reti in nazionale ― Sierra Leone | Cronologia completa delle presenze e delle reti in nazionale ― Sierra Leone |
| Data                                                                        | Città                                                                       | In casa                                                                     | Risultato                                                                   | Ospiti                                                                      | Competizione                                                                | Reti                                                                        | Note                                                                        |
| --------------------------------------------------------------------------- | --------------------------------------------------------------------------- | --------------------------------------------------------------------------- | --------------------------------------------------------------------------- | --------------------------------------------------------------------------- | --------------------------------------------------------------------------- | --------------------------------------------------------------------------- | --------------------------------------------------------------------------- |
| 20-3-2025                                                                   | Monrovia                                                                    | Sierra Leone                                                                | 3 – 1                                                                       | Guinea-Bissau                                                               | Qual. Mondiali 2026                                                         | -                                                                           |                                                                             |
| 25-3-2025                                                                   | Il Cairo                                                                    | Egitto                                                                      | 1 – 0                                                                       | Sierra Leone                                                                | Qual. Mondiali 2026                                                         | -                                                                           |                                                                             |
| Totale                                                                      |                                                                             | Presenze                                                                    | 2                                                                           |                                                                             | Reti                                                                        | 0                                                                           |                                                                             |